# رلى خالد
رلى خالد (وُلِدت في كانون الثّاني/يناير عام 1984) وهي لاعبة موياي تاي. نافست في الألعاب الآسيوية الشاطئية في عامي 2014 و 2016 وحازت على الميداليّة الفضية في كل من بطولة النساء في رياضة الملاكمة وزن الرّيشة 60 كلغ ووزن الخفيف الوسط 63.5 كلغ . مثلّت رلى لبنان في الألعاب الآسيويّة للصالات والفنون القتالية لعام 2017 وحصلت على الميدالية البرونزية في بطولة النساء وزن 63.5 كلغ.